# Ханамов, Чары
Чары Ханамов — советский хозяйственный, государственный и политический деятель, Герой Социалистического Труда.

## Биография
Родился 10 октября 1919 года в Тедженском уезде. Член КПСС.
Участник Великой Отечественной войны, помощник командира взвода. С 1945 года — на хозяйственной, общественной и политической работе. В 1945—2000 гг. — ответственный секретарь Тедженского райисполкома, председатель Тедженского райисполкома, первый секретарь Карабекаульского райкома КП Туркмении, первый секретарь Тедженского райкома КП Туркмении, директор хлопководческого совхоза «Теджен» Тедженского района Ашхабадской области, советник Президента Туркмении.
Указом Президиума Верховного Совета СССР от 25 декабря 1976 года присвоено звание Героя Социалистического Труда с вручением ордена Ленина и золотой медали «Серп и Молот».
Избирался депутатом Верховного Совета Туркменской ССР 5-го, 7-го, 9-го, 10-го и 11-го созывов. Делегат XXII и XXVI съездов КПСС.
Умер в Ашхабаде в 2003 году.